# برنج سیاه
برنج سیاه رمانی نوشته شده توسط آنا موی است که در سال ۲۰۰۴ توسط انتشارات گلیمر به چاپ رسید.
حوادث این رمان در طی جنگ ویتنام اتفاق می‌افتد و حوادث به دو خواهر ۱۴ و ۱۵ ساله که دستگیر شده و در آخر به زندان پائلو کندور فرستاده می‌شوند.